# Čmelák rokytový
Čmelák rokytový (Bombus hypnorum) je hojný zástupce čeledi včelovitých. V České republice náleží mezi zákonem chráněné druhy.

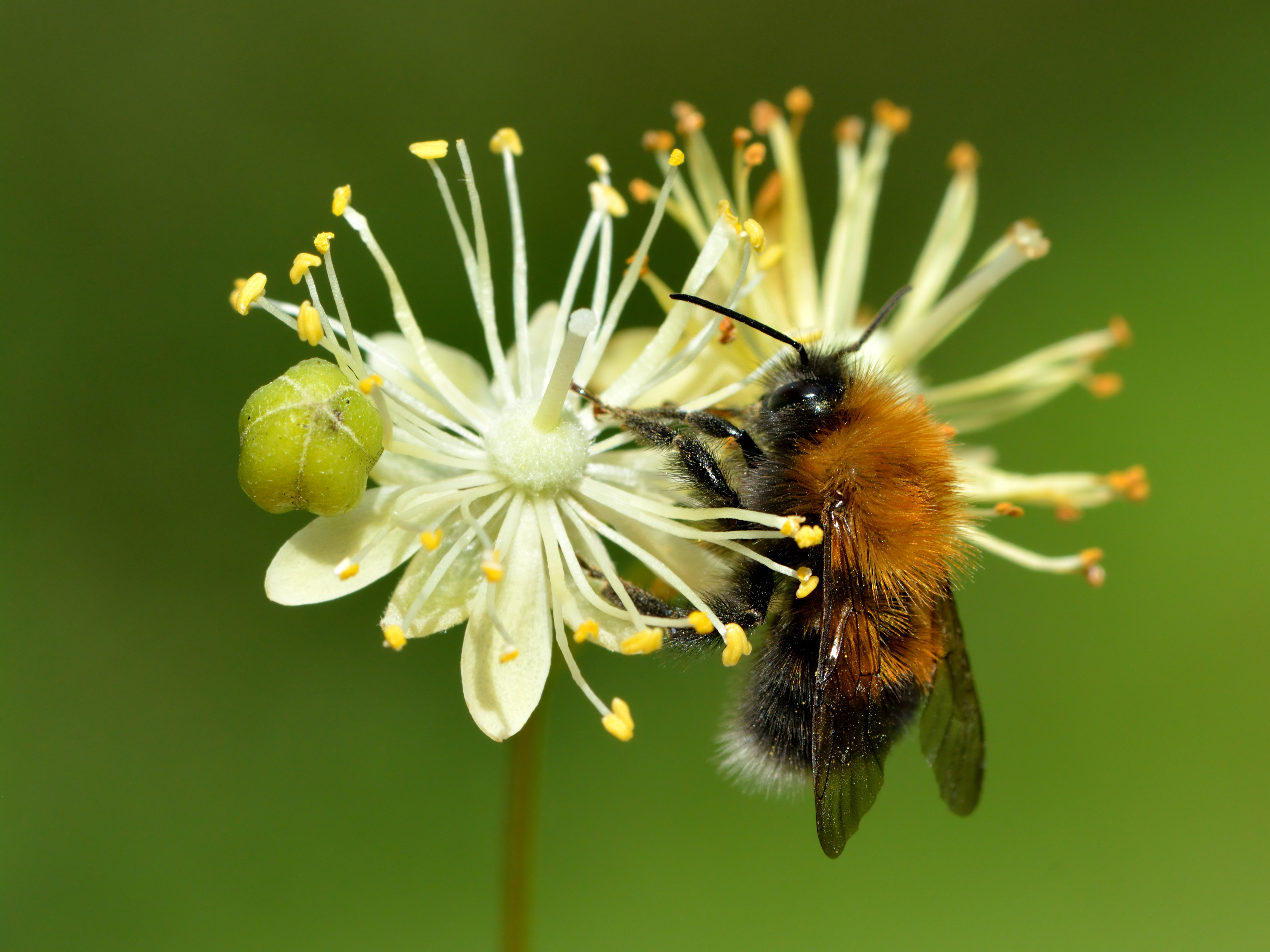
Čmelák rokytový na květu lípy srdčité

## Popis
Větší druh čmeláka, matka dorůstá do velikosti 18–20 mm. Podobně jako ostatní čmeláci má silné, hustě chlupaté tělo a nápadné lízací ústrojí. Zbarvení hlavy je černé, hruď skořicově hnědá, zadeček černý zakončený bílým článkem. Samec má hnědé i čelo, temeno a první článek zadečku.

## Výskyt
Vyskytuje se téměř po celé Evropě, na jihu spíše v chladnějších polohách a v horách. Preferuje světlé lesy a jejich okraje, žije ale i v parcích, zahradách a sadech, a to i v městských aglomeracích.

## Způsob života
Příbytek si na rozdíl od jiných čmeláků buduje vždy v nadzemních patrech vegetace, například v opuštěných ptačích nebo veverčích hnízdech, usadí se i v ptačí budce nebo v hromadách haraburdí na půdách domů. Vytváří početná společenství až o čtyř stech jedincích. Je znám tím, že dělnice hnízdo aktivně brání až do vzdálenosti několika metrů.
Patří do druhové skupiny pollen storers, tzn. že dělnice ukládají pyl a med do zvláštních voskových nádob. Z uskladněných zásob později dělnice krmí larvy podobně, jak to vidíme u včel. Matky se objevují již od března, za rok vytváří obvykle jednu, výjimečně i dvě generace.
Jeho specializovaným hnízdním parazitem je pačmelák norský (Bombus norvegicus).